# 통시사인
통시사인(通事舍人)은 고대 한국과 중국의 중앙관직이다.
동진에서 처음 설치되었으며, 고려의 정7품에 해당하는 관직이었다.

## 참고 자료
- 《周礼·秋官·掌交》
- 《元史·百官志五》